# Herculis 2017
L'Herculis 2017 è stato la 31ª edizione del meeting di atletica leggera che si disputa con cadenza annuale a Fontvieille, quartiere del Principato di Monaco. Lo stadio all'interno del quale si è svolta la manifestazione è stato come sempre il Louis II; le gare hanno avuto inizio il 21 luglio 2017. Il meeting è stato inoltre l'undicesima tappa del circuito IAAF Diamond League 2017.

## Programma
| # | Orario | Specialità             |
| - | ------ | ---------------------- |
| 1 | 19:30  | Salto con l'asta       |
| 2 | 19:55  | Lancio del giavellotto |
| 3 | 20:15  | 1500 metri             |
| 4 | 20:25  | 400 metri              |
| 5 | 20:55  | 800 metri              |
| 6 | 21:35  | 100 metri              |
| 7 | 21:45  | 3000 metri siepi       |

| # | Orario | Specialità         |
| - | ------ | ------------------ |
| 1 | 20:03  | 400 metri ostacoli |
| 2 | 20:20  | Salto in alto      |
| 3 | 20:35  | 800 metri          |
| 4 | 20:45  | 200 metri          |
| 5 | 20:45  | Salto triplo       |
| 6 | 21:05  | 100 metri ostacoli |
| 7 | 21:15  | 3000 metri         |

     Specialità valide per la Diamond League

## Risultati

### Uomini
| Specialità             |                         | Prestazione | 2º classificato        | Prestazione | 3º classificato          | Prestazione |
| 100 m                  | Usain Bolt              | 9"95        | Isiah Young            | 9"98        | Akani Simbine            | 10"02       |
| 400 m                  | Wayde van Niekerk       | 43"73       | Isaac Makwala          | 43"84       | Baboloki Thebe           | 44"26       |
| 800 m                  | Emmanuel Korir          | 1'43"10     | Brandon McBride        | 1'44"41     | Antoine Gakeme           | 1'44"54     |
| 1500 m                 | Elijah Motonei Manangoi | 3'28"80     | Timothy Cheruiyot      | 3'29"10     | Ronald Kwemoi            | 3'32"34     |
| 3000 m siepi           | Evan Jager              | 8'01"29     | Jairus Kipchoge Birech | 8'07"68     | Stanley Kipkoech Kebenei | 8'08"30     |
| Salto con l'asta       | Piotr Lisek             | 5.82 m      | Jan Kudlicka           | 5.72 m      | Kevin Menaldo            | 5.72 m      |
| Lancio del giavellotto | Thomas Röhler           | 89.17 m     | Jakub Vadlejch         | 85.43 m     | Johannes Vetter          | 85.14 m     |

     Prestazione che stabilisce il nuovo record del meeting.

### Donne
| Specialità     |                    | Prestazione | 2º classificato    | Prestazione | 3º classificato   | Prestazione |
| 200 m          | Marie-Josée Ta Lou | 22"25       | Kyra Jefferson     | 22"42       | Dina Asher-Smith  | 22"89       |
| 800 m          | Caster Semenya     | 1'55"27 DLR | Francine Niyonsaba | 1'55"47     | Ajeé Wilson       | 1'55"61     |
| 3000 m         | Hellen Obiri       | 8'23"14     | Beatrice Chepkoech | 8'28"66     | Laura Muir        | 8'30"64     |
| 100 m ostacoli | Kendra Harrison    | 12"51       | Sharika Nelvis     | 12"52       | Danielle Williams | 12"58       |
| 400 m ostacoli | Kori Carter        | 53"36       | Shamier Little     | 54"02       | Janieve Russell   | 54"38       |
| Salto in alto  | Mariya Lasitskene  | 2.05 m      | Yuliya Levchenko   | 1.97 m      | Vashti Cunningham | 1.97 m      |
| Salto triplo   | Caterine Ibargüen  | 14.86 m     | Yulimar Rojas      | 14.83 m     | Kimberly Williams | 14.54 m     |

     Prestazione che stabilisce il nuovo record del meeting.